# 柳田カンナ
柳田 カンナ（やなぎだ カンナ、2月6日 - ）は、日本の女性声優。埼玉県出身。81プロデュース所属。

## 人物
2019年4月1日より81プロデュースに所属。趣味・特技として絵を描くことを挙げている。

## 出演

### テレビアニメ
- 爆丸バトルプラネット（2019年 - 2020年、マックス[3]、イルミネーターズ、召使C、召使〈女〉）
- プラオレ!〜PRIDE OF ORANGE〜（2021年、女性スタッフ）
- ありふれた職業で世界最強 2nd season（2022年、教会教徒）
- HIGH CARD（2023年、子供、女性行員、年長の子供、店員）

### 劇場アニメ
- がんばっていきまっしょい（2024年、女子生徒）

### OVA
- ストライク・ザ・ブラッド IV（2020年、生徒）

### Webアニメ
- 爆丸アーマードアライアンス（2020年 - 2021年、町の少年、マックス、子供、少年、双子ブローラー2[4]、不良リーダー）
- 爆丸ジオガンライジング（2021年、マックス）
- 爆丸エボリューションズ（2022年、少年）

### オーディオブック
- 魔法少女さんだいめっ☆ 1 - 2（2020年 - 2022年、つくし、梢恵、コロネ 他[5][6]）
- 塩対応の佐藤さんが俺にだけ甘い（2021年 - 2024年、三園雫＋小彼郁実[7][8]）
- 九十九の空傘（2021年、オオヤさん 他[9]）
- 結婚が前提のラブコメ（2021年、葉桜牡丹 他[10]）
- デスマーチからはじまる異世界狂想曲（2023年）

### ドラマCD
- THE IDOLM@STER MILLION THE@TER WAVE 02 Chrono-Lexica（2019年、スタッフ、お客さん1）

### ゲーム
- リトルウィッチアカデミア 時の魔法と七不思議（2017年、マリア[11])

### 朗読
- 第58回81LIVESALON「〜声瞬〜81新ジュニア落語会」昼の部（2019年7月13日、81LIVE SALON）[12]

### その他
- おはなしプロデュース第7話「月夜とめがね」（2020年6月11日、動画内イラスト）[13]